# Lincoln (Arkansas)
Lincoln è una città degli Stati Uniti d'America situata nello Stato dell'Arkansas, nella Contea di Washington.